# Ailuk
Ailuk est un atoll de la chaîne de Ratak, possédant 55 îles situé dans l'Océan Pacifique aux coordonnées 10°19′N 169°00′E et qui compte une population de 339 habitants en 2011. Il fut également appelé Île Krusenstern, bien que ce nom fut aussi utilisé pour désigner la Petite Diomède ou Tikehau. Sa superficie émergée est de 5,4km² mais elle entoure un lagon de 140km². Les principales îles sont Ajelep, Aliej, Ailuk, Alkilwe, Barorkan, Biken, Enejabrok, Enejelar, Kapen et Marib. Sur la côte ouest de l'atoll se trouvent les trois principales voies d'accès au lagon, nommées Canal d'Erappu, Canal de Marok et Canal d'Eneneman. L'atoll appartient aujourd'hui aux îles Marshall.